# A.R.B.
『A.R.B.』は、ロックバンドARB（アレキサンダー・ラグタイム・バンド）の1枚目のスタジオ・アルバム。1979年5月25日発売。

## 収録曲
作詞・作曲：石橋凌（特記以外），ENMA（#2.#5），全編曲：ARB
1. ワイルド・ローティーン・ガール
2枚目のシングル
2. 悲歌（エレジー）
3. 野良犬
1枚目のシングル
4. 淋しい街から
5. 宝くじ
6. パブでの出来事
7. 夜街
8. ジャックナイフ・ブルース
2枚目のシングルのB面
9. 喝!
10. OH! PLEASE
1枚目のシングルのB面